# Porcellio brevicaudatus
Porcellio brevicaudatus là một loài chân đều trong họ Porcellionidae. Loài này được Brandt miêu tả khoa học năm 1833.